# Hans Domenig
Hans Domenig (Davos, 13 marzo 1934 – Coira, 20 ottobre 2023) è stato un fotografo, scrittore e pastore protestante svizzero della Chiese riformate.

## Biografia
Hans Domenig fu pastore a Tschiertschen, Davos e nella Chiesa di San Martino a Coira. Dal 1974 al 1979 fu anche consigliere ecclesiastico della Chiesa regionale protestante riformata del Cantone dei Grigioni. 
Fu autore di numerosi libri che per la maggior parte furono illustrati con le sue foto. Acquisì notorietà presso il grande pubblico grazie alla serie televisiva Wort zum Sonntag. Sul giornale Südostschweiz tenne la rubrica Domenigs Weitblick (La visione di Domenig).
Hans Domenig visse e lavorò a Coira dove morì il 20 ottobre 2023, all'età di 89 anni.

## Vita privata
Hans e la moglie Heidi Domenig concepirono un maschio e due femmine. Il figlio Hans Jürg Domenig è imprenditore e scrittore.

## Opere selezionate
- Chur (Bildband), Text dt., engl. und ital.[Übers. Désirée Muscas ... Hrsg. Julia Hauser-Balog], 2011, ISBN 978-3-85894-016-2
- Trauerbilder, Schwarzweißphotographie; Bildband, 2009 ISBN 978-3-905688-43-6
- Vom Dunkel ins Licht: Texte und Bilder zur Advents- und Weihnachtszeit, Pierre Stutz (Hrsg.), ISBN 3-460-20781-7 ovvero ISBN 3-7245-0878-6
- Nimm das Jahr als Fest, Betrachtungen zum Kirchenjahr  , 1991,  ISBN 3-7806-2153-3 ovvero ISBN 3-7245-0578-7